# Psila silacruscula
Psila silacruscula är en tvåvingeart som beskrevs av Shatalkin 1996. Psila silacruscula ingår i släktet Psila och familjen rotflugor. Inga underarter finns listade i Catalogue of Life.